# Lijst van rijksmonumenten in Bocholtz
De plaats Bocholtz telt 12 inschrijvingen in het rijksmonumentenregister. Hieronder een overzicht.
| Object | Oorspronkelijke functie? | Bouwjaar              | Architect      | Locatie                 | Coördinaten?                 | Nr.?  | Afbeelding        |
| --- | ------------------------ | --------------------- | -------------- | ----------------------- | ---------------------------- | ----- | ----------------- |
| Scholtissenhof, omsloten binnenplaats, van kalkbreuksteen met fragmenten van vakwerk. Op de houten bovendorpel van de ingang jaartal | Boerderij                | 1727                  |                | Heiweg 1                | 50° 49' 1" NB, 6° 0' 19" OL  | 33598 | Meer afbeeldingen |
| Hoeve Oberhausen | Boerderij                | 1714                  |                | Overhuizerstraat 2      | 50° 49' 5" NB, 6° 0' 57" OL  | 33599 | Meer afbeeldingen |
| Jacobus de Meerderekerk | Kerk en kerkonderdeel    | 1869-1873             | Pierre Cuypers | Pastoor Neujeanstraat 6 | 50° 49' 5" NB, 6° 0' 23" OL  | 33600 | Meer afbeeldingen |
| Pastorie met verdieping onder met muldenpannen gedekte zadeldaken tussen (tegen) trapgevels                                          | Kerkelijke dienstwoning  | 1796 (oorsprong)      |                | Pastoor Neujeanstraat 8 | 50° 49' 6" NB, 6° 0' 22" OL  | 33601 | Meer afbeeldingen |
| Hoeve van kalkbreuksteen | Boerderij                |                       |                | Paumstraat 12           | 50° 49' 7" NB, 6° 0' 55" OL  | 33602 | Meer afbeeldingen |
| Hoeve van kalkbreuksteen | Boerderij                |                       |                | Paumstraat 14           | 50° 49' 7" NB, 6° 0' 54" OL  | 33603 | Meer afbeeldingen |
| Hoeve van kalkbreuksteen. Op poortsluitsteen jaartal                                                                                 | Boerderij                | 1763                  |                | Paumstraat 16           | 50° 49' 7" NB, 6° 0' 53" OL  | 33604 | Meer afbeeldingen |
| Hoeve "de Hof". Hoeve van kalksteen en baksteen om gesloten binnenplaats                                                             | Boerderij                | 1617 / 1679           |                | Hofstraat 9             | 50° 49' 10" NB, 6° 0' 42" OL | 33605 | Meer afbeeldingen |
| Kasteel De Bongard | Kasteel, buitenplaats    | 1523 en verder        |                | Schoolstraat 40         | 50° 49' 23" NB, 6° 0' 13" OL | 33606 | Meer afbeeldingen |
| Huis van kalkbreuksteen. Onder een dak met het buurnummer 30. Tussendorpelkozijnen van Naamse steen en houten tussendorpelkozijnen   | Woonhuis                 | eerste helft 18e eeuw |                | Wilhelminastraat 48     | 50° 49' 9" NB, 6° 0' 34" OL  | 33607 | Meer afbeeldingen |
| Huis van kalkbreuksteen. Onder een dak met het buurnummer 28. Tussendorpelkozijnen van Naamse steen en houten tussendorpelkozijnen   | Woonhuis                 | eerste helft 18e eeuw |                | Wilhelminastraat 50     | 50° 49' 9" NB, 6° 0' 34" OL  | 33608 | Meer afbeeldingen |
| St. Gillishoff / Hoeve Zandberg, van kalksteen om een gesloten binnenplaats                                                          | Boerderij                | eerste helft 19e eeuw |                | Zandberg 20             | 50° 49' 24" NB, 6° 0' 25" OL | 33609 | Meer afbeeldingen |